# Irlanda en los Juegos Olímpicos de México 1968
Irlanda estuvo representada en los Juegos Olímpicos de México 1968 por un total de 31 deportistas que compitieron en 7 deportes.  
El portador de la bandera en la ceremonia de apertura fue el boxeador James McCourt. El equipo olímpico irlandés no obtuvo ninguna medalla en estos Juegos.